# 1. FC Sobernheim
Der 1. FC Sobernheim (vollständiger Name: 1. Fußball-Club 03 Sobernheim e. V.) war ein Fußballverein aus Bad Sobernheim. Die erste Mannschaft spielte eine Saison in der damals zweitklassigen II. Division Südwest.

## Geschichte
Der Verein wurde am 26. Juni 1903 gegründet und erreichte nach Ende des Zweiten Weltkriegs die Amateurliga Südwest. Nach einem Abstieg im Jahre 1953 folgte der sofortige Wiederaufstieg. Im Jahre 1955 wurde die Mannschaft als Aufsteiger Meister, verpasste aber in der Aufstiegsrunde den möglichen Durchmarsch in die II. Division. 1961 wurde die Mannschaft erneut Südwestmeister, schaffte in der Aufstiegsrunde gegen den SV 06 Völklingen und den SV Ehrang dieses Mal den Aufstieg in die Zweitklassigkeit und durfte als Sieger der Aufstiegsrunde auch an der Deutschen Amateurmeisterschaft teilnehmen.
Die Zweitligasaison 1961/62 beendete der 1. FC als Tabellenletzter und kehrte in die Amateurliga zurück. Als die Mannschaft 1967 aus der Amateurliga abstieg, wurde der 1. FC zur Fahrstuhlmannschaft. Im Jahre 1976 kehrten die Sobernheimer noch einmal in die Amateurliga zurück, verpassten aber 1978 als abgeschlagener Tabellenletzter die Qualifikation für die neu geschaffene Oberliga Südwest.
Nach mehreren Jahren in der Bezirksliga stieg der Verein 1987 in die Kreisliga ab, kehrte allerdings zwei Jahre später zurück. Im Jahre 1993 erfolgte die Umbenennung des Vereins in SC Sobernheim, bevor es 1998 zu einer Fusion mit dem VfL 1921 Pferdsweiler-Eckweiler zum SC Bad Sobernheim kam. Unter diesem Namen gelang im Jahre 2000 der Aufstieg in die Landesliga, die der Verein nur zwei Jahre halten konnte. 2004 gelang noch einmal die Rückkehr in die Landesliga, bevor 2008 der erneute Abstieg folgte. Ein Jahr später konnte der Verein nur knapp eine Insolvenz vermeiden.